# 齐峰 (政治人物)
齐峰（1957年—），山西临猗人，中华人民共和国政治人物。

## 生平
1997年8月至2003年1月，担任山西师范大学副校长。2003年2月至2005年10月，任山西大学副校长。2005年10月至2006年9月，出任山西出版集团筹委会主任 。2006年9月至2010年10月，任山西出版集团总经理。2010年10至2013年4月，任山西出版传媒集团董事长。2013年4月，任山西省广播电影电视局局长。2016年2月，涉嫌严重违纪接受调查。